# Kerkring (Adelsgeschlecht)

Wappen derer von Kerkring

Kerkring (auch Kerckring, Kirchring, Kerckerinck o. ä.) ist der Name eines ursprünglich aus Westfalen stammenden Adelsgeschlechts, das erst zur Ministerialität des Hochstifts Münster, dann zu den Erbmännern (dem Patriziat) der Stadt Münster gehörte, und das sich folgend auch nach Lübeck verzweigte und dem dortigen Patriziat angehörte. In Lübeck stellte es aus der exklusiven Zirkelgesellschaft heraus über Generationen Ratsherren und Bürgermeister.
Wegen des namensähnlichen, aber wohl nicht stammesverwandten, ebenfalls aus Westfalen stammenden Geschlechts siehe unter Kerckerinck. 

## Geschichte
Das Geschlecht nannte sich ursprünglich, wohl nach dem heute noch bestehenden Gutshof Haus Tilbeck bei Havixbeck, das an die Stadt Münster in Westfalen grenzt, von Tilbeck und gehörte zur Ministerialität des Hochstifts Münster. Im Laufe des 14. Jahrhunderts finden Mitglieder Zugang zum Rat der Stadt Münster und gelangen damit zum Geschlechterkreis der Erbmänner. In Münster nimmt ein Teil des Geschlechts derer von Tilbeck den Namen Kerkring an, daneben bestehen zeitgleich auch noch Tilbeck-Zweige, wie daran zu sehen ist, dass zwei namhafte Erbmänner sich den Täufern angeschlossen hatten: der eine, der Bürgermeister Hermann Tilbeck, der es zum Hofmarschall des Wiedertäuferkönigs Jan van Leyden gebracht hatte und bei der Rückeroberung der Stadt durch den Bischof getötet wurde, und der Richtherr Christian Kerckerinck, der nach seiner Gefangennahme 1535 hingerichtet wurde, mit Rücksicht auf sein Geschlecht allerdings nicht öffentlich. 
Der erste in Lübeck, wohin die Stadt Münster wegen der Hanse gute Verbindungen unterhielt, nachweisbare Vertreter des Geschlechts war Wedekin Kerkring, der 1350 in den Rat gewählt wurde; ihm folgte Bertold Kerkring, der 1385 in den Rat erwählt wurde und 1405 starb. Er bewohnte ein Haus auf der Nordseite der oberen Johannisstraße. Zwei Mitglieder der Familie gehörten zu den Gründern der Zirkelgesellschaft; insgesamt gehörten ihr 34 Familienmitglieder an, und 14 waren Ratsherren in Lübeck; der letzte, der in den Rat gewählt wurde, war 1701 des Bürgermeisters Gotthard Kerkrings Sohn Heinrich Diederich von Kerkring, der schon am 12. April 1703 starb. Mit seinem Bruder Gotthard Heinrich († 1736), der zwei Töchter hinterließ, starb der Lübecker Zweig der Familie im Mannesstamm aus.

## Besitzungen
- Haus Tilbeck bei Havixbeck bei Münster, wohl schon vor 1300
- Dunkelsdorf 1688–1749
- Niendorf und Reecke 1685–1703
- Brandenbaum

## Wappen
In rot bordiertem goldenen Feld ein nach rechts aufsteigender gekrönter schwarzer doppelschweifiger Löwe. Die Helmdecken sind schwarz und gold. Auf dem Helm ein rot-gezäumter schwarzer Kamelrumpf.

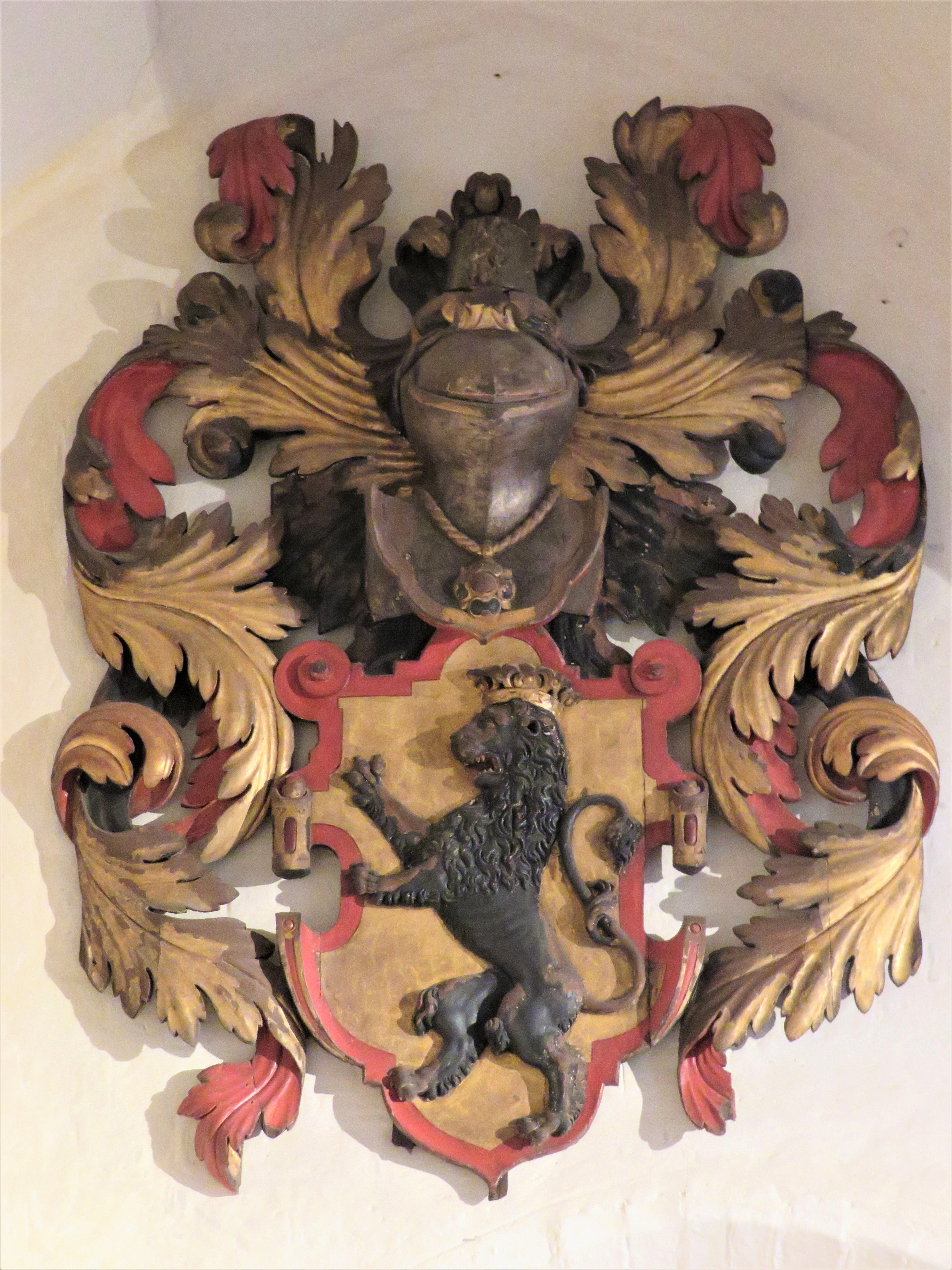
Wappentafel im St.-Annen-Museum
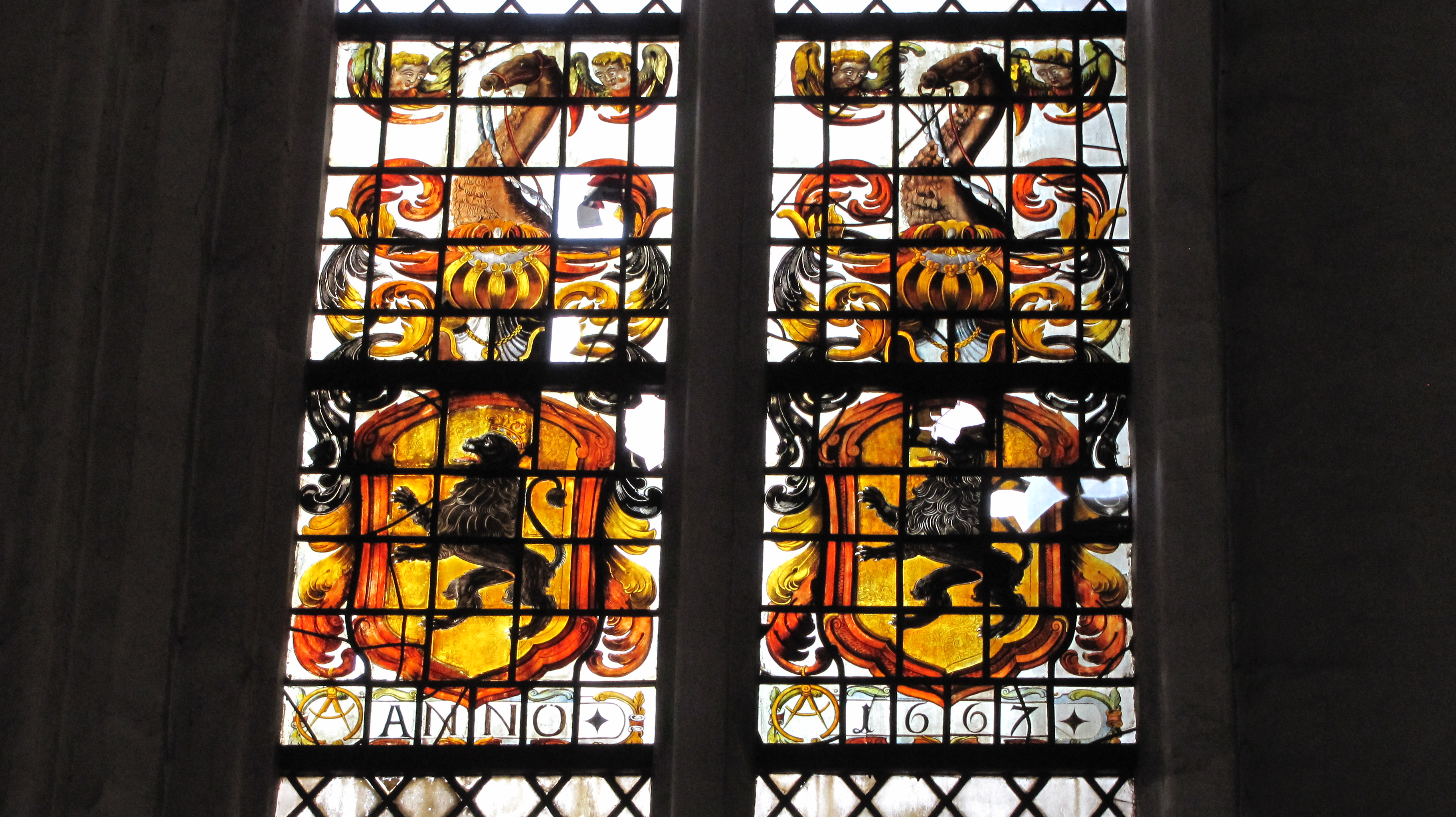
Wappen der Familie in einem Fenster in der Jakobikirche (1667)
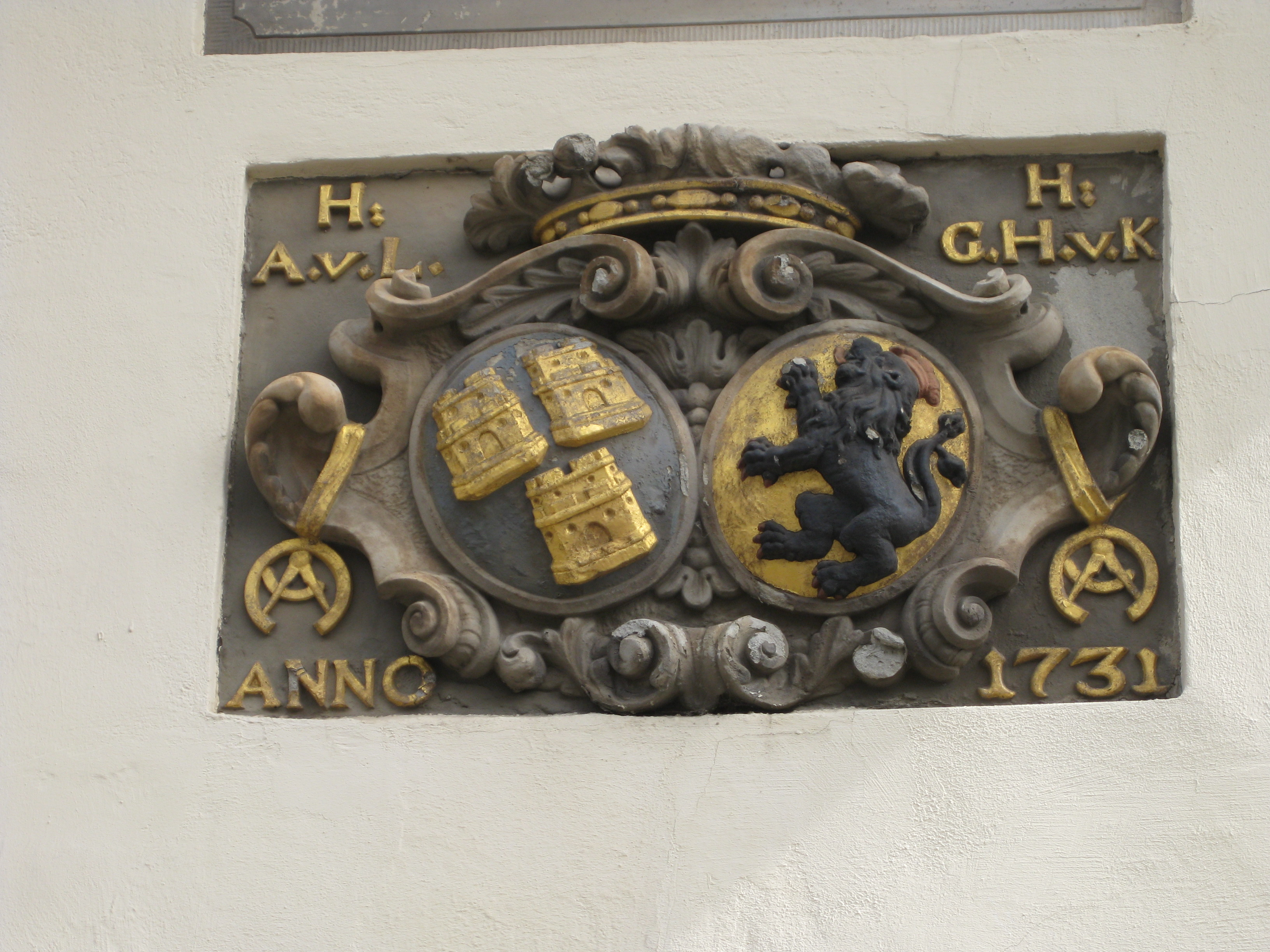
Allianzwappen (1731) Anton von Lüneburg und Gotthard Heinrich von Kerkring (rechts) am Portal des von-Höveln-Gangs
Wappen Kerkring in Max von Spießen, Wappenbuch des Westfälischen Adels, 2. (Bild-)Band Görlitz 1903, gezeichnet von Adolf Matthias Hildebrandt, in teilweise anderen Farben
Wappen Kerkring im Stil des Wappenbuchs des Westfälischen Adels, in welcher Farbgebung es früher auch dargestellt wurde (goldener Kamelrumpf, der auch braun vorkam)
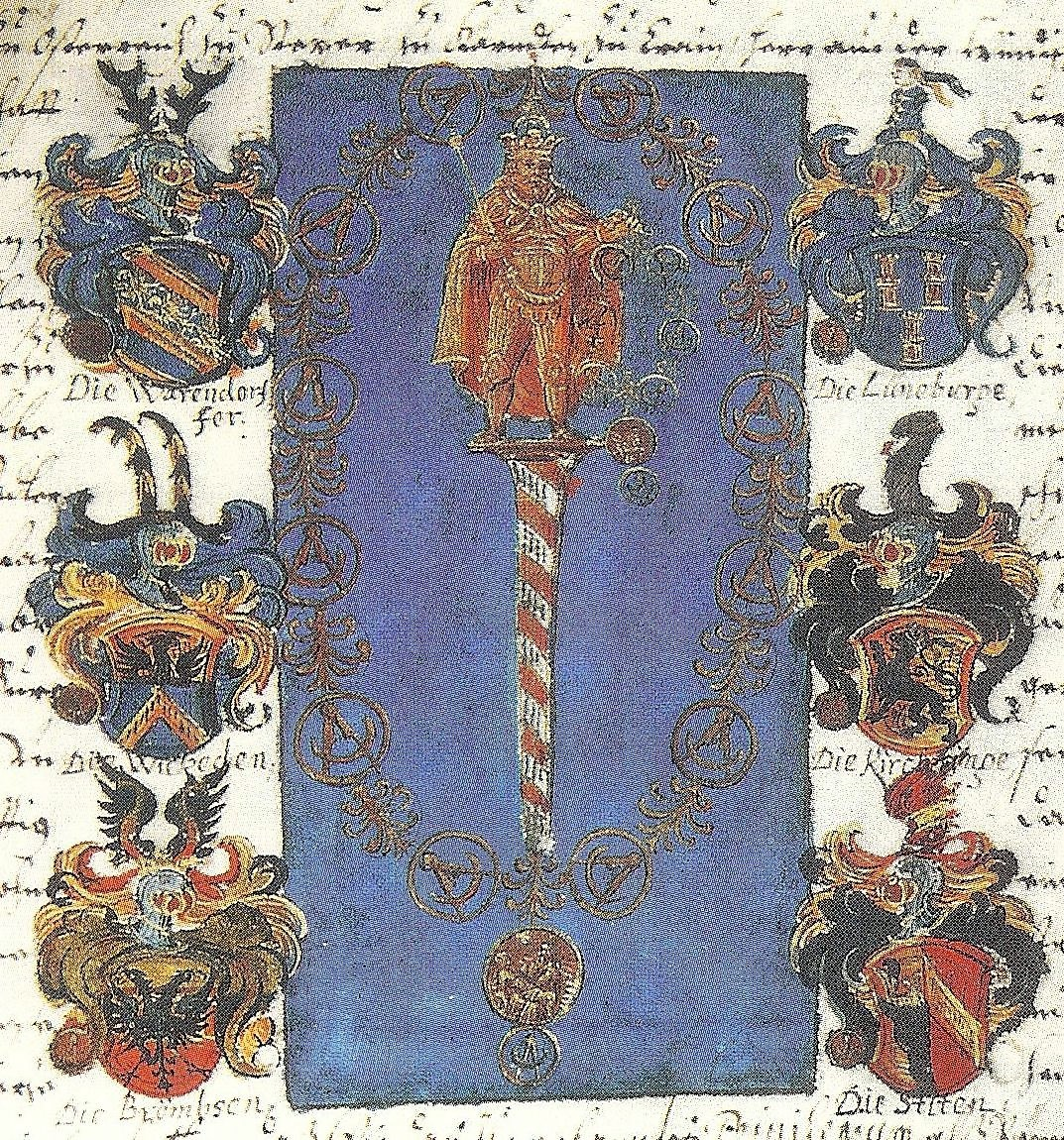
Wappen der Familie auf der kaiserlichen Adelsbestätigung 1641

## Bedeutende Vertreter
- Berthold Kerkring († 1405), seit 1384 Ratsherr in Lübeck
- Thomas Kerkring († 1451), seit 1428 Ratsherr in Lübeck
- Wedeke Kerkring († 1482), seit 1479 Ratsherr in Lübeck
- Johann Kerkring († 1516), seit 1484 Ratsherr in Lübeck
- Berthold Kerkring († 1534), seit 1500 Ratsherr in Lübeck
- Hinrich Kerckring (1479–1540), Lübecker Kaufmann und Ratsherr
- Johann Kerkring (1519–1595), seit 1559 Ratsherr in Lübeck
- Heinrich Kerkring († 1613), seit 1597 Ratsherr in Lübeck
- Paul Kerkring († 1632), seit 1617 Ratsherr in Lübeck
- Heinrich Kerkring († 1670), 1651–61 Ratsherr in Lübeck
- Heinrich Kerkring (1610–1693), Bürgermeister der Hansestadt Lübeck; „aus einer jüngeren Linie“ mit Epitaph von Kniller in Marien
- Gotthard Kerkring (1639–1705), Bürgermeister der Hansestadt Lübeck
- Heinrich Diedrich Kerkring (1643–1703), seit 1701 Ratsherr in Lübeck
- Anton Johann Kerkring (1646–1695), Mecklenburgischer Rat, seit 1695 Ratsherr in Lübeck[5]
- Gottschalk Kirchring (Jurist) (1663–1691), deutscher Jurist, Autor einer Auswertung Lübecker Chroniken
- Gottschalk Kirchring (Domherr) (1672–1719), deutscher Domherr

Gotthard Kerkring (c. 1576–1645) ging, zunächst als Faktor der Rigafahrer, nach Amsterdam. Er blieb hier und wurde zu einem erfolgreichen Kaufmann im Levante-Handel und zum Stammvater der niederländischen Linie. Sein Sohn Dirck (Theodor) wurde ebenfalls Kaufmann und Kapitän, dessen gleichnamiger Sohn war der Anatom Theodor Kerckring (1638–1693).

### Weitere
siehe Liste der Mitglieder der Zirkelgesellschaft

## Stiftungen und Kunstwerke
- Hinrich Kerckring war Auftraggeber des Kerckringaltars.

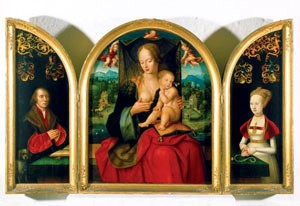
Kerckringaltar (1520)
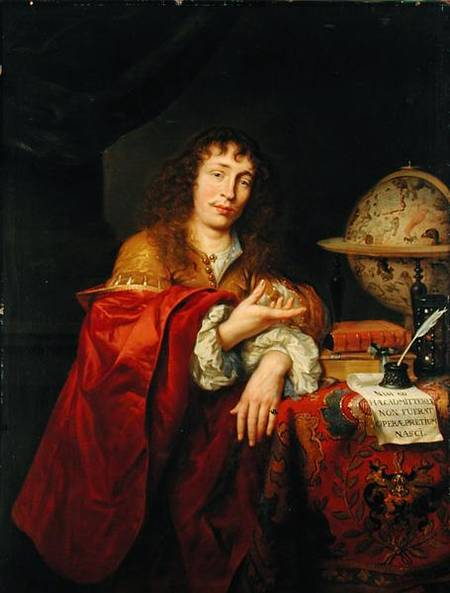
Junger Gelehrter aus der Familie Kerkring (ca. 1673)
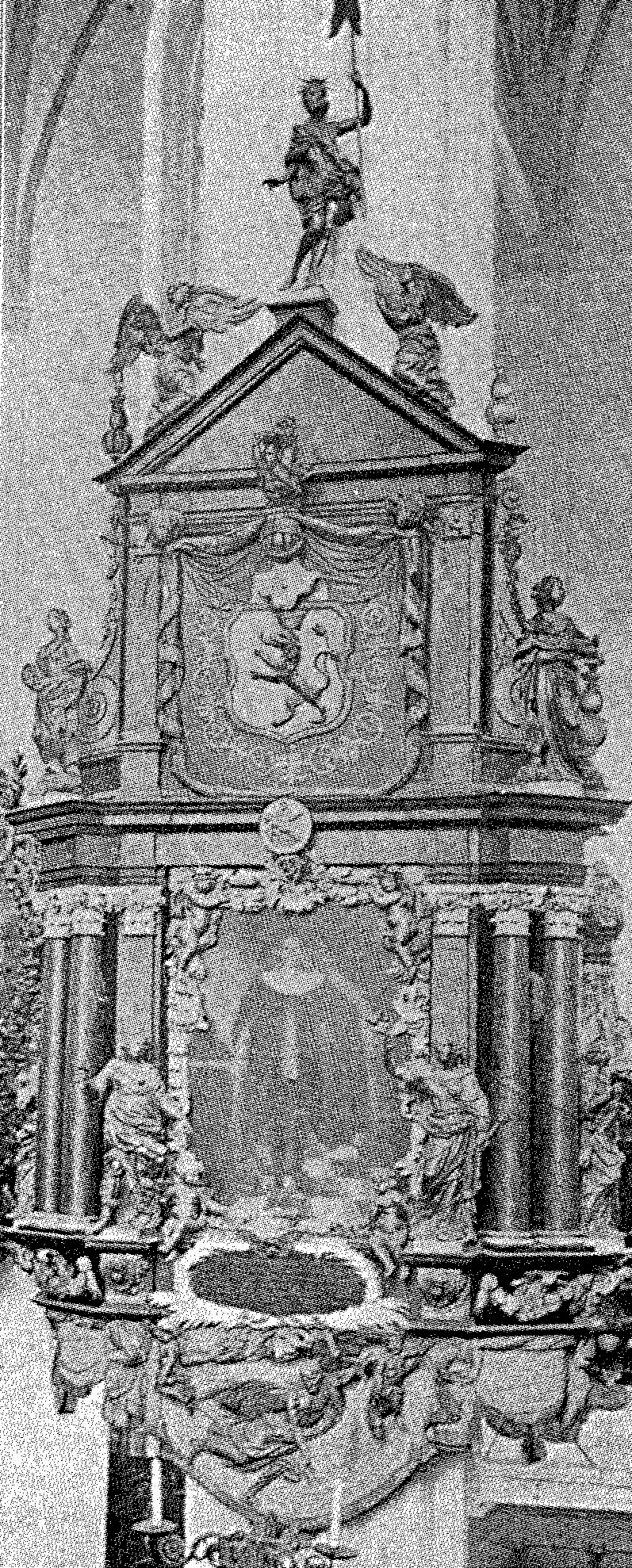
Epitaph für Heinrich Kerkring (1695) in St. Marien mit Porträt von Godfrey Kneller (1676), 1942 zerstört
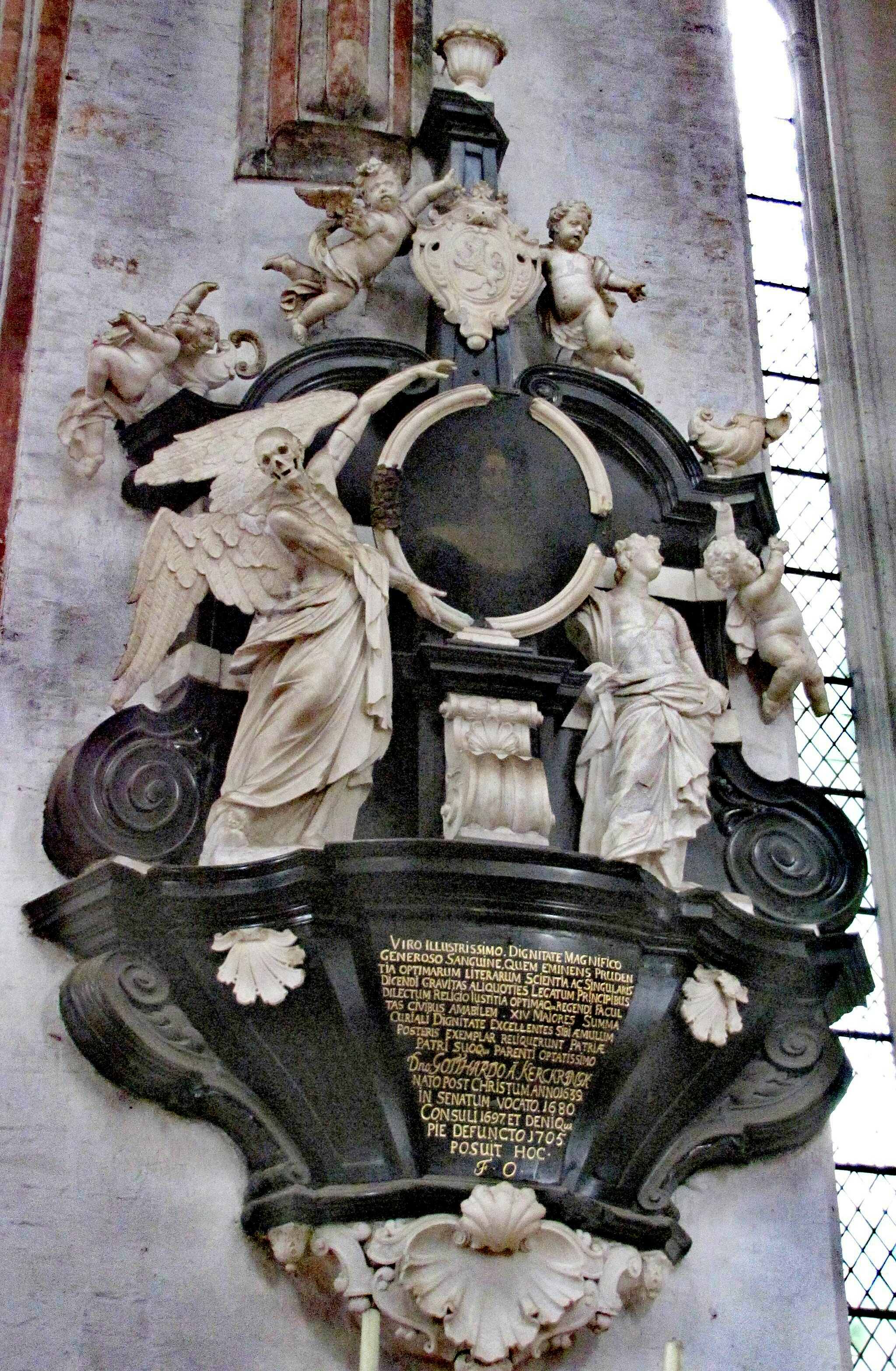
Epitaph für Gotthardt Kerkring (1707) von Thomas Quellinus